# زینب
زینب (۵ قمری – ۶۲ قمری) که با نام زینب کبریٰ نیز شناخته می‌شود، سومین یا چهارمین فرزند فاطمه زهرا و علی بن ابی‌طالب بود. از دوران کودکی او، جز زاده شدن در زمان محمد، پیامبر اسلام، که نام زینب را بر او نهاد، اطلاعات چندی در تاریخ‌نگاری اسلامی در خصوص او قرار دارد. بیشتر منابع به زندگانی او به هنگام همراهی با حسین بن علی از مدینه تا مکه و از آنجا تا کربلا پرداخته‌اند. از او در رویدادهای پرشماری از نبرد کربلا، از جمله به میدان فرستادن فرزندان و خانواده‌اش و بردباری بر مرگ آنان یاد شده است. عبارت معروف «خدایا این قربانی را از ما بپذیر» منتسب به زینب در هنگامهٔ کشته شدن حسین است. پس از پایان نبرد کربلا، زینب به همراه سایر همراهان به اسارت لشکریان یزید درآمد و ابتدا به کوفه و کاخ ابن زیاد و سپس به شام و کاخ یزید منتقل شد. زینب سپس اجازه یافت به همراه سایر اسرا به مدینه بازگردد.
از عبدالله بن جعفر طیار، به عنوان همسر زینب یاد می‌کنند. حاصل ازدواج آن‌ها یک دختر و چهار پسر بود که دو تن از آن‌ها در نبرد کربلا کشته شدند. در محل دفن زینب اختلاف نظر وجود دارد. دو آرامگاه مرتبط با او در دمشق و قاهره، مقصد زائران شیعه است. شیعیان، وی را بیشتر در رویدادهای پس از واقعه عاشورا در کربلا می‌شناسند. زینب در منابع اسلامی و مخصوصاً نزد شیعیان به عنوان شخصیتی صبور، فداکار، پرهیزکار و مظهر شجاعت و سَرکشی در برابر ظلم، شناخته می‌شود.

## نام و لقب
زینب به «زینت پدر» ترجمه می‌شود. این نام را جدش محمد برگزید و آن را به وحی الهی نسبت داد. زینب را زینب الکبری می‌نامند تا از خواهر کوچکترش ام کلثوم یا زینب الصغری تمیز داده شود. به دلیل نقش وی در واقعهٔ کربلا به عنوان بطله الکربلا (قهرمان کربلا) نیز شناخته می‌شود. القاب دیگرش «شقیقة الحسین» (خواهر تنی حسین، به جهت همراهی همیشگی زینب با حسین) و عالمه غیر معلمه بوده است. در مصر با القابی چون الطاهره(خالص) و ام الیتما(مادر یتیمان) از او یاد می‌شود.

## تبار
زینب، دختر علی بن ابی‌طالب، امام اول شیعیان و فاطمه زهرا، دختر محمد بود. علی بن ابی‌طالب، پسرعموی محمد و فاطمه زهرا، دختر محمد است که هر دو از خاندان بنی‌هاشم و از قبیلهٔ قُرَیْش‌اند. بنی‌هاشم از خاندان‌های برجسته در مکّه بود. مدت کمی پس از هجرت، محمد به علی گفت که خداوند به وی فرمان داده است که دخترش، فاطمهٔ زهرا را به ازدواج وی درآورد. فاطمه تنها فرزند محمد بود که به اندازه‌ای عمر کرد که فرزندانی از خود باقی بگذارد.

## سال‌های اولیهٔ زندگی

### ولادت و سال‌های اولیهٔ زندگی
منابع، محل تولد او را مدینه دانسته‌اند. هر چند در منابع اولیه، تاریخی برای ولادت او گزارش نشده است. تنها ابن اثیر گزارش می‌کند که زینب در دوران حیات محمد به دنیا آمد. ابن اثیر می‌نویسد: «فاطمهٔ زهرا پس از درگذشت محمد، فرزند دیگری به دنیا نیاورد». در منابع معاصر برای ولادت زینب، تاریخ‌های مختلفی گزارش شده است. حسن صفار معتقد است که زینب در جمادی‌الاول سال پنجم هجری به دنیا آمده است؛ کحاله به نقل از محمود ببلاوی گزارش کرده است که پنج سال پیش از درگذشت محمد، زینب به دنیا آمده است. بنت الشاطی ولادت او را سال ششم، موسی محمد علی شعبان سال پنجم، جزائری اول شعبان سال ششم و سپهر نیز رمضان سال نهم را زمان ولادت زینب دانسته‌اند. کامل بنا نیز ولادت او را در رجب سال نهم دانسته است. برخی گزارش‌ها در ولادت زینب به رساله سیوطی استناد کرده‌اند اما در نسخه‌های این اثر، چنین مطلبی وجود ندارد. جزائری بر این باور است که چون در زمان ولادت زینب، محمد در سفر بود، و از آنجا که علی در تمام سفرهای محمد، او را همراهی می‌کرد؛ احتمالاً ولادت زینب در ماجرای غزوه تبوک یعنی سال نهم صورت گرفته است. به هر صورت، منابع متقدم، زینب را سومین فرزند علی و فاطمه دانسته‌اند که پس از حسن و حسین و پیش از ام‌کلثوم به دنیا آمده است. به این ترتیب ولادت زینب بین سال‌های ششم تا دهم تخمین زده می‌شود.
شیعیان پنجم جمادی الاول را به عنوان روز تولد زینب جشن می‌گیرند. تولد زینب در ایران به عنوان «روز پرستار» شناخته شده است، احتمالاً به این دلیل که او از مجروحان کربلا مراقبت می‌کرد. دربارهٔ کودکی زینب اطلاعات چندانی در منابع نیامده است؛ جز اینکه همراه پدر و مادر خویش در کنار مسجدالنبی در مدینه زندگی می‌کرد. به گزارش دانشنامه جهان اسلام، او پنج سال داشت که محمد درگذشت و کمی بعد نیز مادرش را از دست داد. در گزارش‌های رویداد خانه فاطمه زهرا، از کودکان فاطمه گزارشی به میان نیامده است، اما در برخی روایات از حضور آنها در مراسم خاکسپاری مادرشان یاد شده است.

### پیش از واقعه نبرد کربلا
از زندگانی زینب پیش از واقعهٔ نبرد کربلا، اطلاعات مهمی در دست نیست. زینب در طول دوران زندگی با همسرش عبدالله، هیچگاه از پدرش دور نبود و در فاصلهٔ زمانی ۲۷ تا ۳۲ سالگی همراه با پدر در کوفه سکونت کرد. او پس از کشته شدن پدرش در کوفه، با پدیده‌های دیگری چون سب پدرش بر منبرها مواجه شد که باید برای او سخت بوده باشد. با صلح حسن مجتبی با معاویه، او به همراه برادر به مدینه مراجعت کرد و در آنجا به سال ۵۰ ه‍.ق برادرش حسن را که به نوشتهٔ برخی منابع با تحریک معاویه مسموم شد، از دست داد. پس از آنکه حسین در مخالفت با حکومت یزید، ناگزیر مدینه را به سمت مکه ترک کرد؛ او نیز حسین را در این سفر همراهی کرد. حسین که در میانه مراسم حج از مکه خارج و به سمت کوفه رهسپار شد، زینب را نیز با خود همراه کرد.
به نوشتهٔ طبری، عبدالله، همسر زینب با وجود همدلی با آرمان حسین، او را در سفر کربلا همراهی نکرد. اشتهاردی، عالم شیعی، معتقد است که غیبت عبدالله احتمالاً به دلیل ضعف سلامتی یا کهولت سن او بوده است و فرستادن پسرانش به نبرد برای حسین نشانهٔ حمایت او بوده است. از آنجایی که معمولاً اذن شوهر در چنین مواردی لازم شمرده می‌شود، برخی گفته‌اند شرط ازدواج زینب با عبدالله این بوده که زینب بتواند حسین را در تمام سفرها یا به‌طور خاص سفر کربلا همراهی کند.

## در نبرد کربلا

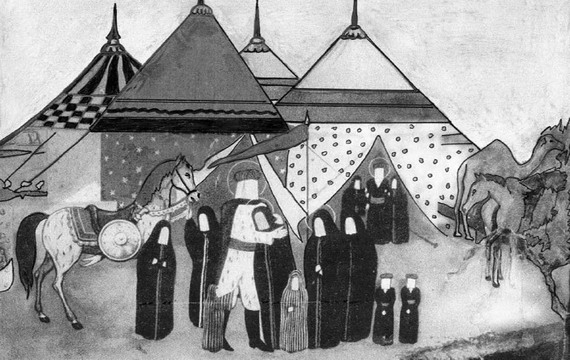
نقاشی مربوط به عصر قاجار، از روز عاشورا و وداع حسین بن علی با خانواده خویش

حضور زینب در دوران کوتاه نزدیک به یک سال از روزهای نخست محرم ۶۱ هجری قمری تا زمانی که به مدینه بازمی‌گردد؛ به صورت متمایز و متفاوت در منابع و متون تاریخی گزارش شده است. بیشتر گزارش‌ها از زینب در نبرد کربلا، مربوط به وقایع غروب روز نهم محرم سال ۶۱ هجری است. به نوشته جعفریان، محقق شیعی، زینب به حسین از شنیدن صدای هاتفی خبر داده است که به کشته شدن حسین خبر داده است.
در شب نهم حسین برای اصحابش سخنرانی کرد و بیعت را از اصحابش برداشت؛ اما یارانش نپذیرفتند و به بیعتشان وفادار ماندند. زینب در این لحظه از شدت نومیدی بیهوش شد. به نوشته جعفریان، پژوهشگر شیعی، حسین او را به هوش آورد و از او خواست تا در فراقش بردباری کند. حسین همچنین از مسئولیت‌های زینب در روزهای بعد از نبرد کربلا مطلع اش کرد. پیش از آغاز نبرد و در شب عاشورا، حبیب بن مظاهر برای دلگرمی زینب، اصحاب حسین را جمع کرد و نسبت به اظهار وفاداری آنان به زینب اطمینان خاطر داد.
با وجود تصریح مدلانگ در به آتش کشیده شدن خیمه‌ها، طبری خیمه خانواده حسین را از این امر مستثنی می‌داند.

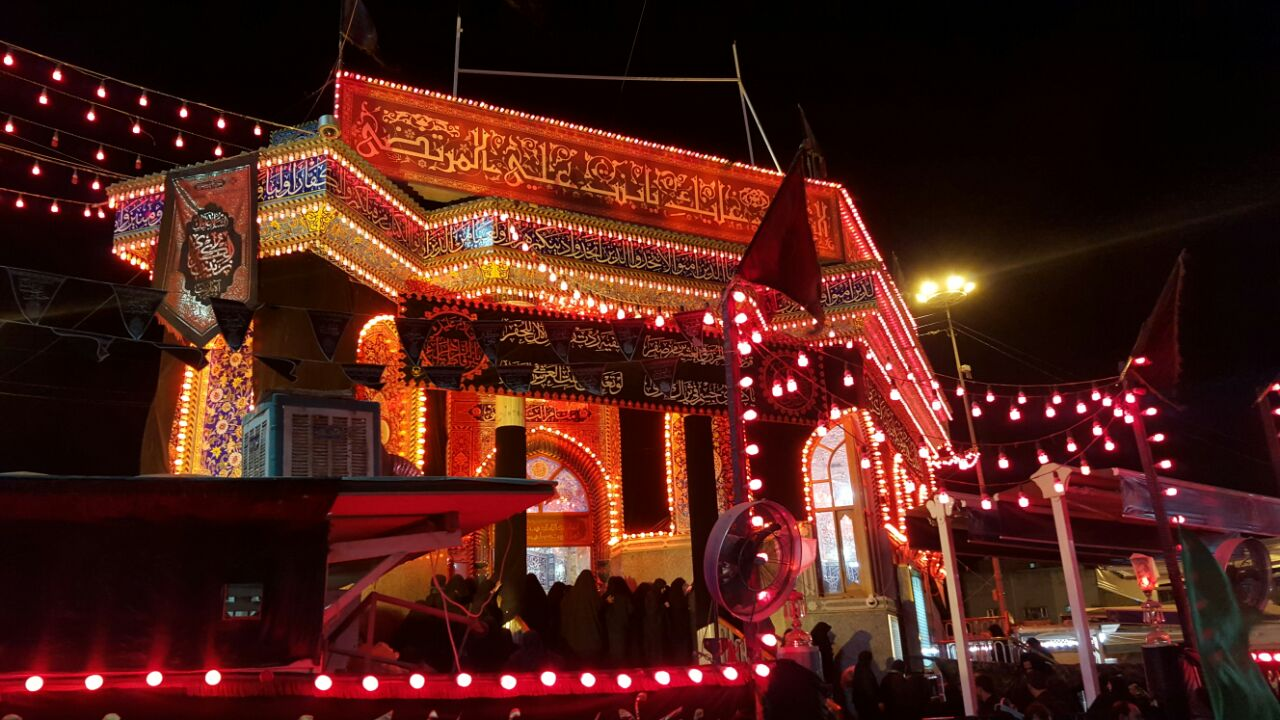
تل زینبیه در کربلا

دو تن از پسران زینب که در کربلا حاضر بودند به همراه فرزندان حسن و حسین و دیگر اصحاب در نبرد کشته شدند. در نظر شیعیان، انگیزه زینب از قربانی کردن فرزندانش، بیش از علاقهٔ او به حسین، حفظ اسلام بود. زینب در مقطعی از روز عاشورا برای کمک، به میدان نبرد شتافت، اما حسین او را فراخواند و به او دستور داد که مراقب زنان، کودکان و مجروحان باشد. زینب در طول روز به خانواده‌های رزمندگان کشته شده دلداری می‌داد، و از مجروحان مراقبت می‌کرد. طبری می‌نویسد وقتی علی اکبر، برادرزاده اش، کشته شد، زینب به میدان نبرد دوید و گریان خودش را روی پیکرش انداخت اما حسین او را به اردوگاه برگرداند. روایات معاصر دربارهٔ کربلا اغلب تأکید می‌کنند که در پی تاکیدات قبلی حسین، زینب با مشاهده قتل برادرش بی تابی نکرد بلکه بر سر پیکرش ایستاد و گفت: «خدایا این قربانی را از ما بپذیر». بنایی با نام زینبیه یا تل زینبیه در کربلا وجود دارد که نمادی از محل قرار گرفتن زینب بر فراز بلندی برای دیدن صحنه نبرد بوده است.

## اسارت
زنان و کودکان از جمله زینب و ام کلثوم به اسارت درآمدند. علی بن الحسین، امام بعدی شیعیان، هم که به دلیل بیماری توان جنگ نداشت در میان اسیران بود. شمر قصد کرد او را بکشد، اما با وساطت زینب از این کار منصرف شد پس از اسارت، زنان و کودکان هاشمی را به کوفه و سپس دمشق بردند. زینب رهبری کاروان اسیران را بر عهده داشت. به نوشته جعفریان، عالم شیعی، رفتن زینب از صحرای کربلا بدون دفن برادر، برای او سخت بود و از همین رو، بر این مصیبت عزاداری کرد. عبارت مشهور «هذا الحسین بالعراء، مرمّل بالدماء، مقطّع الأعضاء» از دیدگاه شیعه مربوط به همین دوران است.

### در کوفه
به نوشته ابن طیفور کوفیان با دیدن خاندان پیامبر در اسارت، مویه کردند. زینب با بازگو کردن وقایع کربلا، کوفیان را به خاطر نقشی که در مرگ حسین داشتند، ملامت کرد. خطبه زینب در حضور مردم کوفه را ابن اعثم به‌طور کامل گزارش کرده است و راوی آن خزیمه اسدی است.
زینب در کاخ عبیدالله بن زیاد در پاسخ او که پرسید: «کار خدا با خاندانت را چگونه دیدی؟»، پاسخ داد «جز زیبایی چیزی ندیدم».
زینب همچنین با خواندن آیه تطهیر (۳۳:۳۳)، به بیان جایگاه آل محمد پرداخت و افزود که مرگ برای حسین و یارانش مقرر شده بود و خداوند به زودی بین آنها و ابن زیاد داوری خواهد کرد. این خطبه باعث خشم ابن زیاد شد و دستور قتل علی بن حسین را صادر کرد اما زینب با فداکاری ممانعت کرد.

### در شام

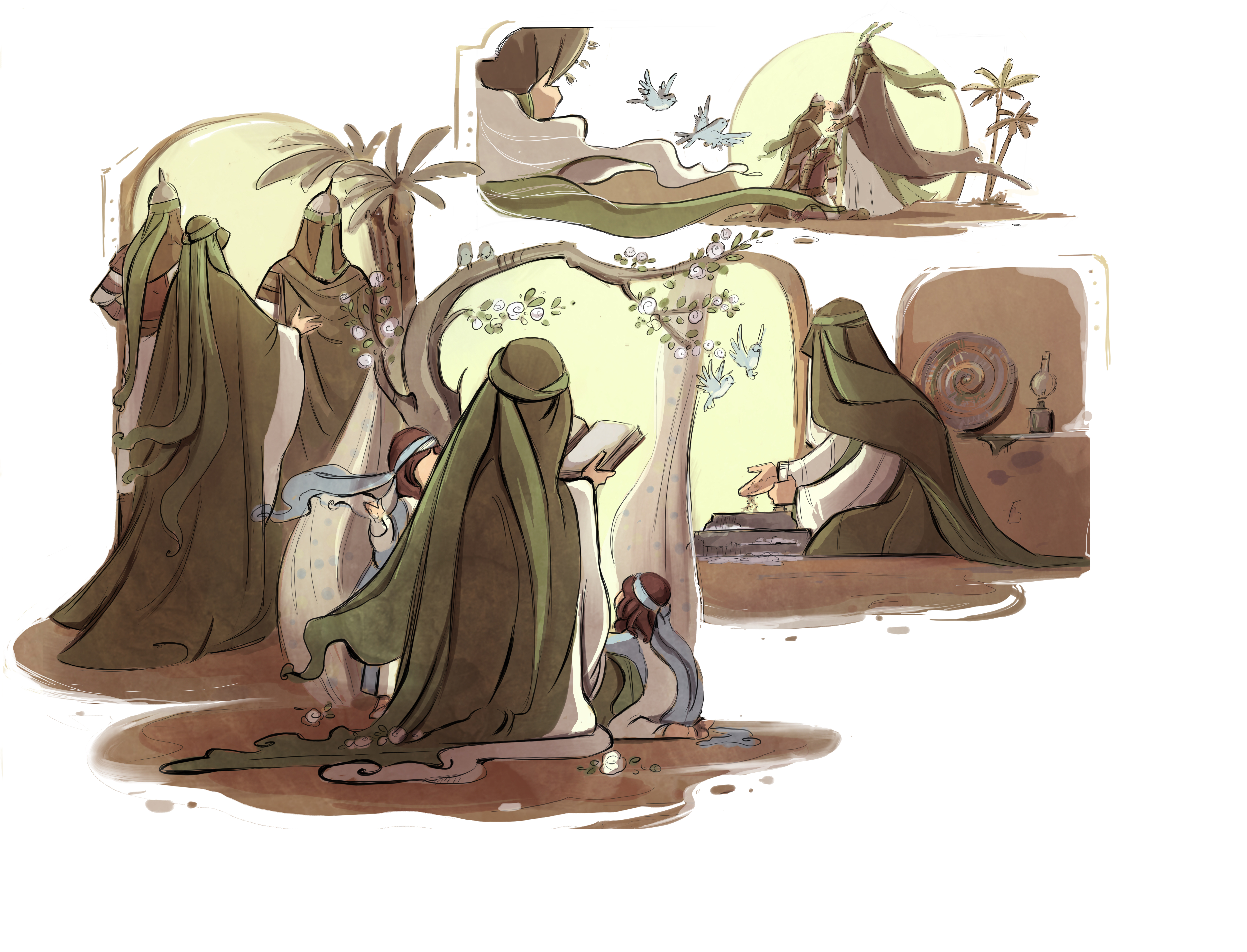
نقاشی از زینب در نبرد کربلا

اسیران را به همراه سرهای بریده به مجلسی از اشراف شام آوردند که به دستور یزید گرد هم آمده بودند. به نوشته جعفریان، محقق شیعی، یزید ابتدا برخورد شدیدی با اسیران داشت اما در انتها با آنها با ملایمت برخورد کرد. یزید برای جبران آنچه که از زنان هاشمی در کربلا دزدیده شده بود، اموال و زیورآلات فراوان به آنها داد و چند روز بعد آنان را به همراه سجاد و محافظان مورد اعتمادی به مدینه فرستاد. بر اساس روایات منابع شیعی، محل نگهداری اسیران در دمشق، خرابات شام بود، بازداشتگاهی که اسیران در آن از سرما و گرما در امان نبودند. ماجرایی که منجر به مرگ رقیه بنت الحسین شد در همین محل اتفاق افتاد.

#### خطبه در مجلس یزید
از زینب خطبه‌ای در کاخ یزید نیز گزارش کرده‌اند. این خطبه دوم منسوب به زینب، همانند خطبهٔ کوفه، برگرفته از چندین مرجع قرآنی است، چنان‌که او در این سخنرانی با نقل آیاتی، پیروزی یزید را موقت، تلاش او را بیهوده، و شرمندگی او را جاودانه خواند. همچنین با نقل آیه ۱۷۸ سوره آل عمران تأکید کرد که «و البته کافران گمان نکنند که مهلتی که ما به آنها می‌دهیم برایشان بهتر است، بلکه ما به آنها مهلت می‌دهیم تا به گناه و سرکشی خود بیافزایند و برایشان عذابی خوار کننده خواهد بود» او در این خطبه همچنین از اسیر کردن خاندان محمد و کوچاندن اجباری آنان از شهری به شهری دیگر گلایه کرد و پرسید آیا این درست است که یزید زنان خودش را در حفاظ نگه دارد و دختران محمد را در خیابان‌های شهر بگرداند؟ از دید شیعه، سخنان زینب باعث تأثر برخی از درباریان یزید به ویژه زنان او شد و همین عامل، خلیفه را وادار کرد خودش را از وقایع کربلا تبرئه کند و ابن زیاد را مسئول بداند.

## پس از آزادی از اسارت
از زینب و بازماندگان کربلا به عنوان اولین عزاداران حسین بن علی نام برده می‌شود که ابتدا در دشت کربلا پس از پایان نبرد و سپس در مدینه به برپایی مراسم عزا پرداختند.
بر اساس برخی گزارش‌ها زینب پس از رسیدن به مدینه به اتفاق همسرش به سوریه سفر کرد و در همان‌جا درگذشت. به نوشته عبیدلی در اخبار الزینبات، زینب پس از رسیدن به مدینه، به مصر عزیمت کرد و در همان‌جا از دنیا رفت. با این وجود هیچ خبر قطعی در مورد خروج زینب از مدینه وجود ندارد.
بر اساس تاریخ‌های متقدم، همسرش عبدالله همواره در مدینه بوده است و در همان‌جا یا منطقه ابواء، نزدیک مدینه، از دنیا رفته است.

## درگذشت
تا پیش از قرن هشتم قمری، در خصوص زمان و مکان درگذشت زینب، اطلاعات دقیقی در منابع گزارش نشده بود. به گزارش عبیدلی، زینب به مصر عزیمت کرد و به تاریخ ۱۵ رجب ۶۲ ه‍.ق درگذشت.

حرم زینب در حومه شهر دمشق در سوریه

#### مدفن
در چندین سفرنامه و کتاب تاریخی متاخر، مقبره‌هایی در مصر یا دمشق به زینب نسبت داده شده است که از معدود مقبره‌های زنان مورد احترام برای مسلمانان مشرق زمین است. به مزارهای منسوب به زینب «زینبیه» گفته می‌شود. در اینکه زینب در کدام ناحیه دفن شده است، اختلاف نظر وجود دارد. اولین و مشهورترین آرامگاه منسوب به زینب، «زینبیه» واقع در دمشق است که در شهرک «السیدة زینب» در در جنوب دمشق واقع شده است. در منابع قرن ششم و هفتم از این مزار به عنوان قبر ام کلثوم بنت علی یاد شده است؛ اما در سند «وقف‌نامه» این بنا که در سال ۷۶۸ نوشته شده است، صاحب مزار را زینب بنت علی یاد کرده‌اند. به نوشته ابن عساکر بر روی این قبر، مسجدی از جانب یکی از اهالی حلب ساخته شد. این بنا در قرن هشتم تجدید شد و موقوفاتی به آن تعلق گرفت. این مقبره شامل کتابخانه، نمازخانه، بخش اداری، درمانگاه و صحن‌های بزرگ است.
بنای دومی که به محل دفن زینب منسوب است، مسجدی در میدان سیده زینب شهر قاهره است. از پیشینه بنای این آرامگاه خبری در دست نیست. قدیمی‌ترین گزارش مربوط به دوران حکومت علی پاشا بر مصر است که توسط او ساختمانی بزرگ بر آن بنا کرد. بر این بنا نیز گنبدی ساخته شده است و از مشهورترین زیارتگاه‌های قاهره است.
مزار دیگری در شهر سنجار به زینب منسوب است که در مکان مرتفعی قرار دارد. بنابر گزارش کتیبه‌ای که در این بنا وجود دارد، بدرالدین لولو حاکم موصل و سنجار به سال ۶۳۷ تا ۶۵۷، بنای این مکان را بازسازی کرده است. این مزار در سال ۱۳۹۳ هجری شمسی توسط داعش تخریب شد.

## همسر و فرزندان
زینب با پسرعموی خویش عبدالله بن جعفر طیار ازدواج کرد بنت الشاطی معتقد است که به جهت عدم همراهی عبدالله بن جعفر با زینب در سفر کربلا و همین‌طور گزارشی از عبیدلی در اخبارالزینبات مبنی بر ازدواج زینب وسطی با عبدالله بن جعفر، معتقد است که زینب از عبدالله پیش از سفر به کربلا طلاق گرفته است. چنین مدعایی در کتاب اخبارالزینبات نقل نشده است. نظر منابع معتبر تاریخی، زندگانی زینب با عبدالله جعفر تا پایان زندگی است. شرایط اقتصادی زینب با توجه به اوضاع زندگانی عبدالله، مطلوب توصیف شده است. همسر دیگر عبدالله، لیلی بنت مسعود نام داشته که با زینب در یک خانه می‌زیسته است.
در تعداد فرزندان زینب اختلاف نظر وجود دارد. ابن سعد برای او چهار پسر و یک دختر به نام‌های علی، عون، عباس، محمد و ام‌کلثوم گزارش کرده است. دولابی نیز با تکرار سخنان ابن سعد، به جای محمد، از جعفر اسم برده است. ابن قتیبه و شیخ طبرسی، سه پسر به نام‌های علی، جعفر و عون و یک دختر به نام ام‌کلثوم را به زینب نسبت داده‌اند. به گزارش دانشنامه جهان اسلام، در اینکه دو تن از فرزندان زینب علی و عون نام داشته‌اند تردیدی وجود ندارد اما در سرگذشت آنها اختلاف نظر وجود دارد. منابعی چون ابوالفرج اصفهانی و مسعودی بر کشته شدن عون در نبرد کربلا صحه می‌گذارند در حالی که طبری معتقد است عون بن عبداللِه کشته شده در نبرد کربلا، فرزند جمانه است. در اینکه محمد بن جعفرِ کشته شده در کربلا نیز فرزند زینب است یا فرزند همسرِ دیگرِ عبدالله، اختلاف نظر وجود دارد.

## دیدگاه‌ها

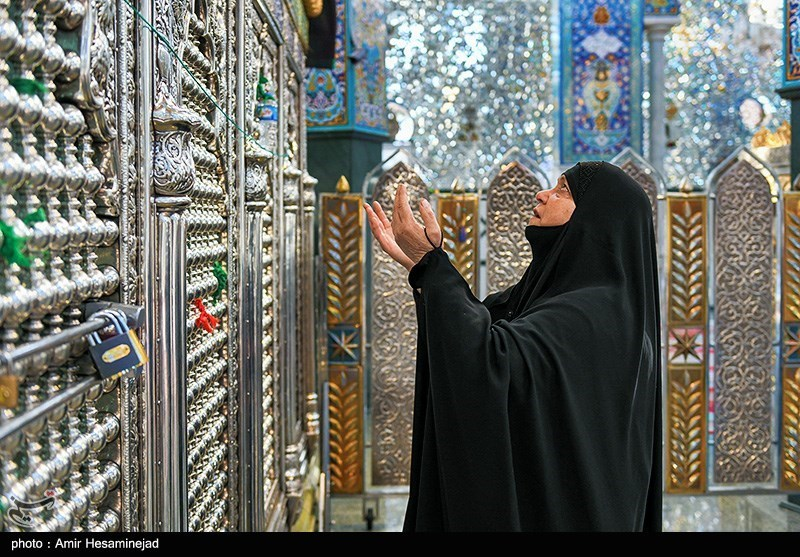
زنی عرب در حال زیارت زینبیه سوریه

شیعیان زینب را به خاطر صبر و پایداری در مصائب کربلا و اسارتِ پس از آن ستوده و از او به عنوان یکی از چهار زن مبارز مسلمان و نماد مقاومت در برابر ستم یاد می‌کنند.
در کتب سیره از او با تعابیری چون خردمند و خطیب و فصیح یاد کرده و از خطبه او در کوفه و شام، آگاهی و تسلط او بر قرآن را برداشت کرده‌اند. علی بن حسین او را «عالمه بدون معلم» نامیده است.
همچنین به جهت ایستادگی در برابر حکومت امویان و نجات جان برادرزاده‌اش علی بن الحسین، امام چهارم شیعیان، در کنار زهرا به عنوان الگوی زنان شیعی به حساب می‌آید. روشنفکرانی چون علی شریعتی او و مادرش زهرا را به عنوان چهره‌هایی که هم اسلامی و هم مدرن بودند، و به عنوان الگوی زنان در انقلاب ۱۳۵۷ ایران و در لبنان برجسته کرده‌اند. شاعران شیعی از جمله احمد وائلی و احمد عزیزی، زینب را پس از فاطمه زهرا به عنوان الگوی زن مسلمان در آثارشان مدح کرده‌اند.
همچنین در مراسم شبیه‌خوانی، نقش زینب از نقش‌های مهم به حساب می‌آید. اجرا کننده این نقش در زمان ناصرالدین شاه در تکیه دولت، شخصی به نام ملاحسین زینب‌خوان بود. ابن اعثم قدیمی‌ترین منبعی است که خطبه‌هایی را از زینب گزارش کرده است. زندگی زینب پس از نبرد کربلا و در مدینه، در کتاب اخبارالزینبات نوشته عبیدلی به تفصیل بیان شده است ولی این اخبار، در هیچ کتاب دیگری نیامده است. منابع در انتساب این کتاب به عبیدلی تردید دارند. در منابع کهن، جز اخباری کوتاه از زینب گزارشی نیامده است. دانشنامه جهان اسلام با اشاره به گزارش‌های فراوان دربارهٔ زنان هم عصر زینب که حتی رتبه پایین‌تری از او داشته‌اند، عوامل سیاسی را در این مورد دخیل می‌داند. ابن سعد زینب را از راویان حدیثی طبقه دوم برشمرده است که گفتهٔ رجالی‌های علم حدیث از مادرش فاطمه زهرا، اسماء بنت عمیس، حسین بن علی و شخصی به نام طهمان یا ذکوان که از صحابه محمد بود، نقل روایت می‌کرده است.

## یادداشت
1. ↑  «یا محمداه! صلی علیک ملیک السماء، هذا حسین بالعراء، مرمل بالدماء، مقطع الاعضاء، یا محمداه و بناتک سبایا و ذریتک مقتله تسفی علیها الصبا» یعنی: «وای محمد! درود خدای آسمان بر تو باد. این حسین توست، عریان و خونی که اعضای بدنش قطع شده است. وای محمد! دختران تو اسیرند و ذریهٔ تو کشته شده‌اند و گرد و غبار بر آنان می‌وزد.» (رک: جعفریان، تاملی در نهضت عاشورا، ۱۵۳.)
2. ↑  یزید در این مجلس در خصوص تمرّد حسین بن علی از بیعت با خود سخن گفت و او را مستحق عذاب و بلای الهی همچون آنچه در کربلا بر آنها گذشت دانست. علی بن الحسین در پاسخ به آیه‌ای از قرآن استناد کرد که بلاهای وارده بر آدمیان، در کتابی نزد خدا مکتوب است، حتی قبل از اینکه خلائق را بیافریند. (رک: جعفریان، تاملی در نهضت عاشورا، 159-158.)